# Creed
Creed és una pel·lícula dramàtica estatunidenca de 2015, coescrita i dirigida per Ryan Coogler. El film és protagonitzat per Michael B. Jordan, Sylvester Stallone, Tessa Thompson, Tony Bellew i Phylicia Rashad. És la setena pel·lícula en què apareix el personatge de Rocky Balboa i es tracta d'un spin-off de la saga. És l'única pel·lícula de la sèrie que no ha estat escrita per Sylvester Stallone.
El rodatge va començar el 19 de gener de 2015 al Goodison Park de Liverpool, i després va continuar a la ciutat de Filadèlfia. La cinta va ser estrenada el 25 de novembre de 2015 als Estats Units d'Amèrica. La banda sonora de Creed va ser escrita pel compositor suec Ludwig Göransson, que és el tercer compositor en la història de la sèrie Rocky després de Bill Conti (Rocky I, II, III, V i Balboa) i Vince DiCola (Rocky IV).
Stallone va guanyar el Globus d'Or a Millor actor secundari pel paper de Rocky i va ser nominat a l'Oscar en la mateixa categoria. En ambdós premis és la seva tercera nominació i la primera que guanya el Globus d'Or. Amb Rocky va ser nominat a Millor Guió i com a Millor Actor el 1977.

## Argument
El 1998, Adonis «Donnie» Johnson, el fill d'una amant del campió mundial de boxa Apollo Creed, està pres en un reformatori juvenil a Los Angeles, quan la vídua de Creed, Mary Anne, el visita i s'ofereix per adoptar-lo. El 2015, Donnie renuncia al seu lloc de treball en una gran empresa per a perseguir el seu somni de ser boxejador professional. Mary Anne s'oposa a la seva aspiració recordant com el seu marit va ser assassinat al ring per Ivan Drago fa 30 anys. Donnie es trasllada a Filadèlfia amb l'esperança de contactar amb el vell amic i rival del seu pare mort, l'excampió mundial de pes pesant Rocky Balboa.